# Arundinella blephariphylla
Arundinella blephariphylla là một loài thực vật có hoa trong họ Hòa thảo. Loài này được (Trimen) Trimen ex Hook.f. mô tả khoa học đầu tiên năm 1896.